# Spongia obscura
Spongia obscura är en svampdjursart som beskrevs av Hyatt 1877. Spongia obscura ingår i släktet Spongia och familjen Spongiidae. Inga underarter finns listade i Catalogue of Life.